# 秦氏卷柏
秦氏卷柏（学名：Selaginella chingii）为卷柏科卷柏属下的一个种。

## 扩展阅读
- 維基物種上的相關：秦氏卷柏